# 亚东蒲公英
亚东蒲公英（学名：Taraxacum mitalii）为菊科蒲公英属下的一个种。

## 扩展阅读
- 維基物種上的相關：亚东蒲公英